# العلاقات الأوكرانية الناوروية
العلاقات الأوكرانية الناوروية هي العلاقات الثنائية التي تجمع بين أوكرانيا وناورو.

## مقارنة بين البلدين
هذه مقارنة عامة ومرجعية للدولتين:
| وجه المقارنة                                              | أوكرانيا                                   | ناورو                          |
| --------------------------------------------------------- | ------------------------------------------ | ------------------------------ |
| المساحة (كم2)                                             | 603.63 ألف                                 | 21                             |
| عدد السكان (نسمة)                                         | 45.55 مليون                                | 10.08 ألف                      |
| الكثافة السكانية (ن./كم²)                                 | 75.46                                      | 48.00 ألف                      |
| العاصمة                                                   | كييف                                       | ضاحية يارين                    |
| اللغة الرسمية                                             | اللغة الأوكرانية                           | اللغة الناورونية، لغة إنجليزية |
| العملة                                                    | هريفنا أوكرانية، كاربوفانيتس، روبل سوفييتي | دولار أسترالي                  |
| الناتج المحلي الإجمالي (بليون دولار)                      | 112.15 مليار                               | 113.88 مليون                   |
| الناتج المحلي الإجمالي (تعادل القوة الشرائية) بليون دولار | 352.98 مليار                               | 162.98 مليون                   |
| الناتج المحلي الإجمالي الاسمي للفرد دولار أمريكي          | 2.11 ألف                                   | 9.83 ألف                       |
| الناتج المحلي الإجمالي للفرد دولار أمريكي                 | 8.66 ألف                                   |                                |
| مؤشر التنمية البشرية                                      | 0.747                                      |                                |
| رمز المكالمات الدولي                                      | +380                                       | +674                           |
| رمز الإنترنت                                              | .ua، .укр ‏                                 | .nr                            |
| المنطقة الزمنية                                           | ت ع م+02:00، ت ع م+03:00، توقيت شرق أوروبا | ت ع م+12:00                    |

## منظمات دولية مشتركة
يشترك البلدان في عضوية مجموعة من المنظمات الدولية، منها:
| علم المنظمة | اسم المنظمة                   | تاريخ انضمام أوكرانيا | تاريخ انضمام ناورو |
| ----------- | ----------------------------- | --------------------- | ------------------ |
|             | يونسكو                        | 12 مايو 1954          | 17 أكتوبر 1996     |
|             | الاتحاد البريدي العالمي       | ?                     | ?                  |
|             | منظمة الشرطة الجنائية الدولية | ?                     | ?                  |
|             | الأمم المتحدة                 | 24 أكتوبر 1945        | 14 سبتمبر 1999     |
|             | الاتحاد الدولي للاتصالات      | 7 مايو 1947           | 10 يونيو 1969      |
|             | منظمة حظر الأسلحة الكيميائية  | ?                     | ?                  |

## وصلات خارجية
- موقع وزارة الخارجية الأوكرانية